# Bernd Nickel
Bernd Nickel (Eisemroth, 1949. március 15. – 2021. október 27.) nyugatnémet válogatott német labdarúgó, középpályás, olimpikon.

## Pályafutása

### Klubcsapatban
1957-ben az SV Eisenmroth korosztályos csapatában kezdte a labdarúgást. 1966-ban igazolta le az Eintracht Frankfurt, ahol 1968-ig korosztályos együttesben majd első csapatban szerepelt 16 idényen át. A frankfurti csapattal három nyugatnémetkupa-győzelmet ért el és tagja volt az 1979–80-as idényben UEFA-kupa-győztes együttesnek. 1983–84-ben a svájci Young Boys csapatában fejezte be az aktív labdarúgást.

### A válogatottban
1968 és 1972 között 41 alkalommal szerepelt az NSZK amatőr válogatottjában és 18 gólt szerzett. Részt vett az 1972-es müncheni olimpián, ahol ötödik helyezést ért el a csapattal. A nyugatnémet válogatottban egy alkalommal szerepelt. 1974. december 22-én Gżirában a Málta elleni Eb-selejtező-mérkőzésen ahol 1–0-s nyugatnémet győzelem született és Seppl Pirrung helyett lépett a pályára a szünetben.

## Sikerei, díjai
Eintracht Frankfurt
- Nyugatnémet kupa (DFB Pokal)
  - győztes (3): 1974, 1975, 1981
- UEFA-kupa
  - győztes: 1979–80

## Statisztika

### Mérkőzései a válogatottban
| NSZK | NSZK               | NSZK     | NSZK  | NSZK     | NSZK     | NSZK         | NSZK  | NSZK    |
| #    | Dátum              | Helyszín | Hazai | Eredmény | Vendég   | Kiírás       | Gólok | Esemény |
| ---- | ------------------ | -------- | ----- | -------- | -------- | ------------ | ----- | ------- |
| 1.   | 1974. december 22. | Gżira    | Málta | 0 – 1    | NSZK     | Eb-selejtező | -     | 46'     |
|      | Összesen           |          |       | 1        | mérkőzés |              | 0     | gól     |